# Suchindram
Suchindram là một thị xã panchayat của quận Kanniyakumari thuộc bang Tamil Nadu, Ấn Độ.

## Địa lý
Suchindram có vị trí 8°09′B 77°29′Đ / 8,15°B 77,48°Đ Nó có độ cao trung bình là 19 mét (62 feet).

## Nhân khẩu
Theo điều tra dân số năm 2001 của Ấn Độ, Suchindram có dân số 11.953 người. Phái nam chiếm 49% tổng số dân và phái nữ chiếm 51%. Suchindram có tỷ lệ 86% biết đọc biết viết, cao hơn tỷ lệ trung bình toàn quốc là 59,5%: tỷ lệ cho phái nam là 89%, và tỷ lệ cho phái nữ là 84%. Tại Suchindram, 9% dân số nhỏ hơn 6 tuổi.